# Ron Lester
Ron Lester (Kennesaw, 4 agosto 1970 – Dallas, 17 giugno 2016) è stato un attore statunitense, conosciuto soprattutto per il suo ruolo nel film Varsity Blues e il telefilm Popular.

## Biografia
Frequentò la North Cobb High School a Kennesaw, dove seguì corsi di teatro, partecipando inoltre a rodeo locali. Sua sorella morì quando lui era ancora al liceo, e Lester prese in considerazione l'idea del suicidio. Ottenne il suo primo ruolo quando si recò ad Atlanta per apparire come extra in una pubblicità. Apparve inoltre in un video musicale per il gruppo Little Texas.
A Los Angeles Lester cominciò a partecipare a varie commedie. Il suo primo ruolo fu nel film Missione hamburger (1997), e due anni dopo ottenne un ruolo ricorrente nella serie televisiva Freaks and Geeks. Apparve anche in Non è un'altra stupida commedia americana.
Obeso fin dall'infanzia, Lester arrivò a pesare 230 chilogrammi. Nel 2001 subì un intervento chirurgico di bypass gastrico e perse ben 158 chili. Dopo il bypass gastrico, subì un altro intervento di chirurgia plastica per eliminare l'eccesso di pelle.
Nel novembre 2015 fu ricoverato per problemi ai reni e al fegato. Il 17 giugno 2016 morì per insufficienza renale ed epatica, all'età di 45 anni.

## Filmografia

### Cinema
- Missione hamburger (Good Burger), regia di Brian Robbins (1997)
- Dill Scallion, regia di Jordan Brady (1999)
- Varsity Blues, regia di Brian Robbins (1999)
- Non è un'altra stupida commedia americana (Not Another Teen Movie), regia di Joel Gallen (2001)
- The Greenskeeper, regia di Kevin Greene, Adam Johnson e Tripp Norton (2002)

### Televisione
- Popular - serie TV, 43 episodi (1999-2001)
- Freaks and Geeks - serie TV, episodi 1x01-1x11-1x15 (1999-2000)
- Sabrina, vita da strega (Sabrina, the Teenage Witch) - serie TV, episodi 6x01-6x08 (2001)
- The Karate Dog, regia di Bob Clark - film TV (2004)
- CSI: NY - serie TV, episodio 2x05 (2005)

## Doppiatori italiani
Nelle versioni in italiano delle opere in cui ha recitato, Ron Lester è stato doppiato da:
- Leonardo Graziano in Popular
- Fabrizio Manfredi in Non è un'altra stupida commedia americana